# Xã Brushy, Quận Saline, Illinois
Xã Brushy (tiếng Anh: Brushy Township) là một xã thuộc quận Saline, tiểu bang Illinois, Hoa Kỳ. Năm 2010, dân số của xã này là 766 người.